# Adelosa
Adelosa és un gènere d'angiospermes, composta per un única espècie, que pertany a la família de les lamiàcies.

## Taxonomia
- Adelosa microphylla